# Ledaña
Ledaña é um município da Espanha, na província de Cuenca, comunidade autônoma de Castela-Mancha. Tem 59,70 km² de área e em 2021 tinha 1 562 habitantes (densidade: 26,2 hab./km²). Limita com os municípios de Cenizate, Iniesta, Navas de Jorquera, Villagarcía del Llano e Villamalea. 